# Louis Smal
Louis Smal (Herstal, 18 mei 1939) is een voormalig Belgisch politicus voor het cdH.

## Levensloop
Smal werkte jarenlang bij wapenfabriek FN in Herstal. Hij was er ook gedelegeerde van de vakbond CSC. In 1971 werd hij regionaal permanent secretaris van de CSC-Federatie van Metallurgen van het arrondissement Luik en in 1981 werd hij hoofdsecretaris van de Luikse Centrale van Metallurgen. In juni 1993 werd hij voorzitter van de CSC-afdeling van Luik en Hoei-Borgworm als opvolger van Eugène Galère. Hij oefende dit mandaat uit tot in 2002.
Zijn politieke carrière begon toen hij zich in 2000 kandidaat stelde bij de gemeenteraadsverkiezingen in Fléron. Smal werd verkozen, maar nam het mandaat niet op. In 2003 was hij kandidaat om lid van de Kamer van volksvertegenwoordigers te worden en werd verkozen. Hij oefende dit mandaat uit tot in 2004. Vervolgens was hij van 2004 tot 2009 lid van het Waals Parlement en van het Parlement van de Franse Gemeenschap. In 2009 verliet Smal de politiek.
Hij was tevens lid van de raad van bestuur van voetbalclub Standard Luik en voorzitter van de supportersfederatie van de club. In 2013 gaf hij zijn ontslag als lid van de raad van bestuur omdat hij niet tevreden was met de manier waarop voorzitter Roland Duchâtelet de club runde.